# Gypona akrua
Gypona akrua är en insektsart som beskrevs av Delong 1980. Gypona akrua ingår i släktet Gypona och familjen dvärgstritar. Inga underarter finns listade i Catalogue of Life.